# Purna
Purna è una città dell'India di 33.231 abitanti, situata nel distretto di Parbhani, nello stato federato del Maharashtra. In base al numero di abitanti la città rientra nella classe III (da 20.000 a 49.999 persone).

## Geografia fisica
La città è situata a 19° 10' 60 N e 77° 2' 60 E e ha un'altitudine di 385 m s.l.m..

## Società

### Evoluzione demografica
Al censimento del 2001 la popolazione di Purna assommava a 33.231 persone, delle quali 17.074 maschi e 16.157 femmine. I bambini di età inferiore o uguale ai sei anni assommavano a 4.663, dei quali 2.425 maschi e 2.238 femmine. Infine, coloro che erano in grado di saper almeno leggere e scrivere erano 22.760, dei quali 13.236 maschi e 9.524 femmine.